# Bjärby
För andra betydelser, se Bjärby (olika betydelser).
Bjärby är en ort i Karlskrona kommun i Blekinge län, belägen vid E22 väster om Nättraby, ett stycke nordväst om Karlskrona. Orten klassades till 200 som en småort på 6 hektar med 56 invånare år 2000). År 2005 låg invånarantalet under 50 stycken och ortens status som småort upphörde.